# Parlamentswahl in São Tomé und Príncipe 2010
Die Parlamentswahl in São Tomé und Príncipe 2010 fand am 1. August statt, nachdem sie zwei Mal um einige Monate verschoben war. Sie war die 6. freie Parlamentswahl seit der Einführung eines Mehrparteiensystems durch ein Referendum im Jahr 1990.
Die Partei Movimento Democrático das Forças da Mudança – Partido Liberal des Präsidenten Fradique de Menezes erlitt eine erdrutschartige Niederlage und konnte nur noch einen Sitz im 55-sitzigen Parlament erringen – gegenüber 22 Sitzen in der Parlamentswahl 2006. Triumphieren konnte dagegen die oppositionelle Acção Democrática Independente des ehemaligen Premierministers Patrice Trovoada, die fast die Hälfte der Sitze gewann.

## Ergebnisse im Einzelnen
- MLSTP: 21
- MDFM: 1
- PCD: 7
- ADI: 26

| Partei | Stimmen | %      | Sitze | s +/– zu 2006 |
| --- | ------- | ------ | ----- | ------------- |
| Acção Democrática Independente („Unabhängige Demokratische Aktion“, ADI)                                                                  | 29 588  | 42,19  | 26    | +15           |
| Movimento de Libertação de São Tomé e Príncipe („Bewegung für die Befreiung von São Tomé und Príncipe/Sozialdemokratische Partei“, MLSTP) | 22 510  | 32,09  | 21    | +1            |
| Partido de Convergência Democrática – Grupa de Reflexão („Partei der demokratischen Konvergenz – Gruppe der Reflexion“, PCD)              | 9 540   | 13,60  | 7     | +7            |
| Movimento Democrático das Forças da Mudança-Partido Liberal („Demokratische Bewegung der Kräfte der Veränderung – Liberale Partei“, MDFM) | 4 986   | 7,11   | 1     | −22           |
| União dos Democratas para Cidadania e Desenvolvimento („Union der Demokraten für Bürgertum und Entwicklung“)                              | 855     | 1,22   | —     | —             |
| Frente Democrática Cristã („Christlich-Demokratische Partei“)                                                                             | 291     | 0,48   | —     | —             |
| Movimento Socialista („Sozialistische Bewegung“)                                                                                          | 260     | 0,37   | —     | —             |
| União Nacional para a Democracia e Progresso („Nationale Union für Demokratie und Fortschritt“)                                           | 241     | 0.35   | —     | —             |
| Confederação Democrática Nacional/Fêssu Bassóla („Nationale Demokratische Konföderation/Fêssu Bassóla“)                                   | 204     | 0,29   | —     | —             |
| Partido CÓDÓ – Movimento de Ressurgimento Nacional („Codo-Partei – Bewegung für nationale Wiederauferstehung“)                            | 129     | 0.18   | —     | —             |
| total (Wahlbeteiligung 89,01 %) | 70 136  | 100,00 | 55    | —             |
| Quelle: electionguide.org |         |        |       |               |